# Anomalia media

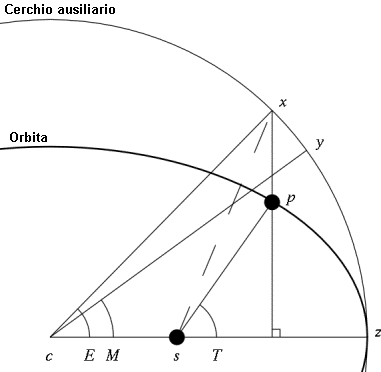
L'anomalia media è M, l'angolo zcy

Nello studio delle dinamiche orbitali l'anomalia media è una misura di tempo riferita al corpo orbitante p. È la frazione di periodo orbitale trascorsa dall'ultimo passaggio al pericentro z, espressa come angolo. In modo alternativo si può definire come la distanza angolare dal pericentro che un corpo avrebbe se si movesse in un'orbita circolare, a velocità costante e con lo stesso periodo orbitale di un corpo in orbita ellittica.
Il punto y è tale che l'area del settore circolare zcy è uguale all'area del settore ellittico zsp moltiplicata dal rapporto tra il semiasse maggiore e semiasse minore dell'ellisse.
Il cerchio ausiliario è il cerchio che ha per centro il centro dell'ellisse e per raggio il semiasse maggiore dell'ellisse.

## Calcolo
In astrodinamica l'anomalia media {\displaystyle M} può essere calcolata come segue: 
{\displaystyle M=E-e\sin E}
dove: 
- {\displaystyle E} è l'anomalia eccentrica dell'orbita,
- {\displaystyle e} è l'eccentricità dell'orbita.

### Dimostrazione
Nella geometria parametrica l'area di un settore di ellisse è
{\displaystyle S(zcp)={\frac {ab}{2}}E}
con a>b semiassi ed E angolo di riferimento, dato da
{\displaystyle {\frac {y}{x}}={\frac {b}{a}}\tan E}
Il settore di un settore di ellisse è dato da
{\displaystyle {\text{Area }}A(zsp)={\text{Area }}S(zcp)-{\text{Area triangolo}}(scp)}
{\displaystyle A={\frac {ab}{2}}E-{\frac {cs\;b\sin E}{2}}={\frac {ab}{2}}(E-\epsilon \sin E)={\frac {ab}{2}}M}
essendo ε=(cs)/a.

Il valore M è il valore dell'angolo E decrementato dal parametro τ=ε sinE .
Posto (cs)=distanza-focale avremo ε=e=eccentricità e l'area
{\displaystyle A={\frac {ab}{2}}(E-e\sin E)={\frac {ab}{2}}M}
i valori che compaiono in tale formula, in astronomia sono chiamati
- M=Anomalia media
- E=Anomalia eccentrica.

inoltre tale formula è usata per dimostrare la II Legge di Keplero in modo analitico.